# Стеблевые пилильщики
Стеблевые пилильщики, или злаковые пилильщики (лат. Cephidae) — семейство паразитических перепончатокрылых. Являются вредителями злаковых растений. Семейство включает в себя около 170 видов.

## Описание
Длина от 4 до 26 мм. Чаще всего встретить можно два вида, это обыкновенный хлебный пилильщик (Cephus pygmaeus) (Северная Америка и Европа) и чёрный хлебный пилильщик (Trachelus tabidus) (Европейская часть бывшего СССР, в степных зонах). Черноногий харакопигус включён в Красную книгу России (категория 2 — сокращающийся в численности вид).

## Классификация
Распространены, главным образом, в Голарктике. В 2009 году из Австралии было описано новое 3-её подсемейство этих пилильщиков: Australcephinae, n. subf. (Smith and Schmidt, 2009). Оно описано из штата Квинсленд (Австралия) на основании нового вида и рода (Australcephus storeyi, n. gen.) и это единственный представитель семейства из Австралии. Из Южного полушария известны ещё только Athetocephinae (найдены на Мадагаскаре).
- Athetocephinae
  - Athetocephus Benson, 1946
- Australcephinae Smith and Schmidt, 2009, new subfamily
  - Australcephus Smith and Schmidt, 2009
    - Australcephus storeyi (Квинсленд, Австралия)
- Cephinae
  - Caenocephus Konow, 1896
  - Calameuta Konow, 1896
  - Cephus Latreille, 1802
  - Characopygus Konow, 1899
  - Hartigia Schiødte, 1838
  - Janus Stephens, 1835
  - Jungicephus Maa, 1949
  - Sinicephus Maa, 1949
  - Syrista Konow, 1896
  - Trachelus Jurine, 1807
  - Urosyrista Maa, 1944 — Бирма